# 十字手龍屬
十字手龍屬（學名：Cruxicheiros）是獸腳亞目堅尾龍類恐龍的一屬，生存於侏羅紀中期的英格蘭。自從化石被發現以來，曾長期被暫時性列為斑龍屬的化石，直到近年重新研究才被建立為新屬。十字手龍是最早期的堅尾龍類恐龍之一。

## 發現與命名
在1960年代早期，英格蘭沃里克郡小坎頓的十字手採石場（Cross Hands Quarry）發現一些大型獸腳類恐龍化石，挖掘地點屬於奇平諾頓石灰岩組（Chipping Norton Limestone Formation）地層，地質年代相當於侏羅紀中期的早巴通階，約1億6700萬年前。化石長期被存放在伯明翰的地方博物館，被暫時性列為斑龍屬化石。直到2008年被轉交到沃里克郡的地方博物館，這個博物館正在研究長期被忽視、沒有被檢驗過的化石。
自從1677年以來，英格蘭已發現許多恐龍化石，大部分的未詳細鑑定化石是屬於獸腳亞目恐龍。在早期研究歷史中，大型獸腳類化石常被歸類於斑龍屬或是其近親，而小型受腳類恐龍化石則常被歸類於髂鱷龍屬。在這次研究過程，研究人員比對斑龍屬、沃里克郡的化石，發現沃里克郡化石的脊椎較低矮、較寬廣，兩者的臀部、後肢骨頭也有差異。在2010年，古生物學家Roger Benson、Jonathan Radley將這些化石名為新屬，模式種是諾曼氏十字手龍（C. newmanorum）。屬名是由拉丁文的「十字架」（crux）與古希臘文的「手掌」（cheiros）所構成，意指化石發現處的十字手採石場，而不是意指其化石的形狀；種名則是以採石場的擁有者諾曼家庭為名。

## 體徵
十字手龍是種大型獸腳類恐龍，完整身長被估計約8公尺，但是化石材料有限。正模標本（編號WARMS G15770）是一部分右股骨，化石長度18.5公分、寬度為9.5公分。除了正模標本，還發現以下部位：一個後段頸椎（或前段背椎）、一個背部神經弓、一個部分背椎、一個中後段尾椎的前半段、一個部份右肩胛鳥喙骨、一個部分左腸骨、左恥骨的近端、以及許多肋骨與其他骨頭的碎片。由於化石週圍的母岩混有砂質石灰岩、方解石，研究人推論這些化石、正模標本都是來自於同一個個體。十字手龍只有一個自衍徵，股骨大粗隆部、與其後緣側邊之間的分隔溝槽，內部有個傾斜稜脊。
在1980年，同一個採石場出土一個破碎的右脛骨（編號OUMNH J. 29831），交由牛津大學自然史博物館所保存、管理。但在近年研究中，由於化石保存狀態差、跟其他化石沒有明確的關聯，所以沒有被列入十字手龍屬的化石。

## 種系發生學
十字手龍的頸椎關節突互相間隔寬、腸骨骨帶的側邊有隆起稜脊、尾椎神經棘有個前骨突，這些是堅尾龍類的特徵，堅尾龍類是獸腳亞目的一個大型演化支，包含暴龍、斑龍、棘龍…等物種。研究人員命名十字手龍時，並沒有將牠們列入堅尾龍類的任何一科，而是列為堅尾龍類的分類未定屬。研究人員提出種系發生學分析，發現十字手龍的演化位置可能有三個︰最原始的新堅尾龍類（異特龍、鳥類的最近共同祖先的所有後代）、最原始的斑龍超科（或名棘龍超科，包含斑龍、棘龍在內的演化支）、以及最原始的堅尾龍類恐龍。由於十字手龍生存於侏羅紀中期，無論是在哪個演化位置，都是最早期的堅尾龍類恐龍之一。